# Sesiosa
Sesiosa is een kevergeslacht uit de familie van de boktorren (Cerambycidae). De wetenschappelijke naam van het geslacht werd voor het eerst geldig gepubliceerd in 1865 door Pascoe.

## Soorten
Sesiosa omvat de volgende soorten:
- Sesiosa laosensis Breuning, 1968
- Sesiosa subfasciata Pascoe, 1865